# Sítio da Nazaré

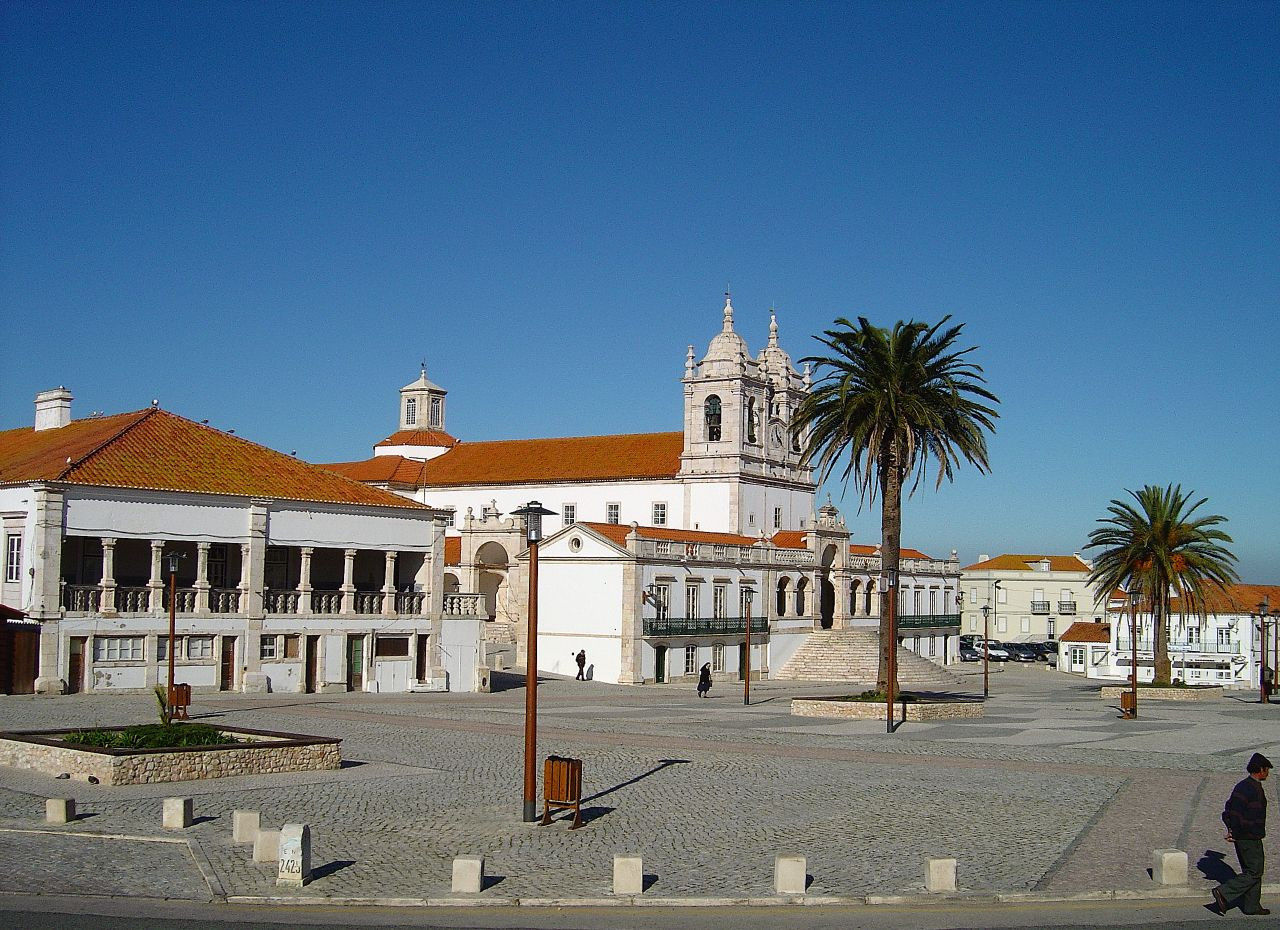
Sítio da Nazaré

Sítio da Nazaré – górna dzielnica miejscowości Nazaré, w dystrykcie Leiria, w Portugalii.
Dzielnica znajduje się na wysokiej na 318 m skale, która góruje nad Nazaré. Na szczycie znajduje się kaplica Ermida da Memória, słynąca z legendy o cudzie, według której Matka Boża uchroniła przed skokiem w przepaść konia szlachcica Fuas Roupinho. W Sítio mieści także Sanktuarium Matki Bożej z Nazaré i Muzeum Dr. Joaquima Manso, które gromadzi zabytki na temat dawnych tradycji Nazaré.
Między Sítio da Nazaré a dolną częścią miasta i plażą kursuje kolej linowo-terenowa.